# اتحاد جمهورية الكونغو الديمقراطية لكرة القدم
تأسس اتحاد جمهورية الكونغو الديمقراطية لكرة القدم في عام 1919 وانضم إلى الاتحاد الدولي لكرة القدم في 1962 وإنضم إلى الاتحاد الأفريقي لكرة القدم في 1963.